# 강석화 (가수)
강석화(2000년 12월 1일~)은 대한민국의 가수이다. 보이 그룹 위아이 메인보컬을 맡고 있다.

## 학력
| 연도            | 학교             | 학과 | 비고 |
| --------------- | ---------------- | ---- | ---- |
| 2016년 ~ 2019년 | 한국예술고등학교 |      | 졸업 |

## 출연

### 뮤지컬
2021년 클림트-쉴레 역